# Vardan Areveltsi
Vardan Areveltsi (armeană Վարդան Արևելցի; Vardan Răsăriteanul, c. 1198 – 1271) a fost un istoric, geograf, filozof și traducător armean. Pe lângă faptul că a înființat numeroase școli și mănăstiri, a lăsat în urmă o contribuție bogată la literatura armeană. Este bine cunoscut pentru scrierea Havakumn Patmutsyun (Compilație istorică), una dintre primele încercări de scriere a unei istorii a lumii de către un istoric armean. 